# Friedhof Schopp

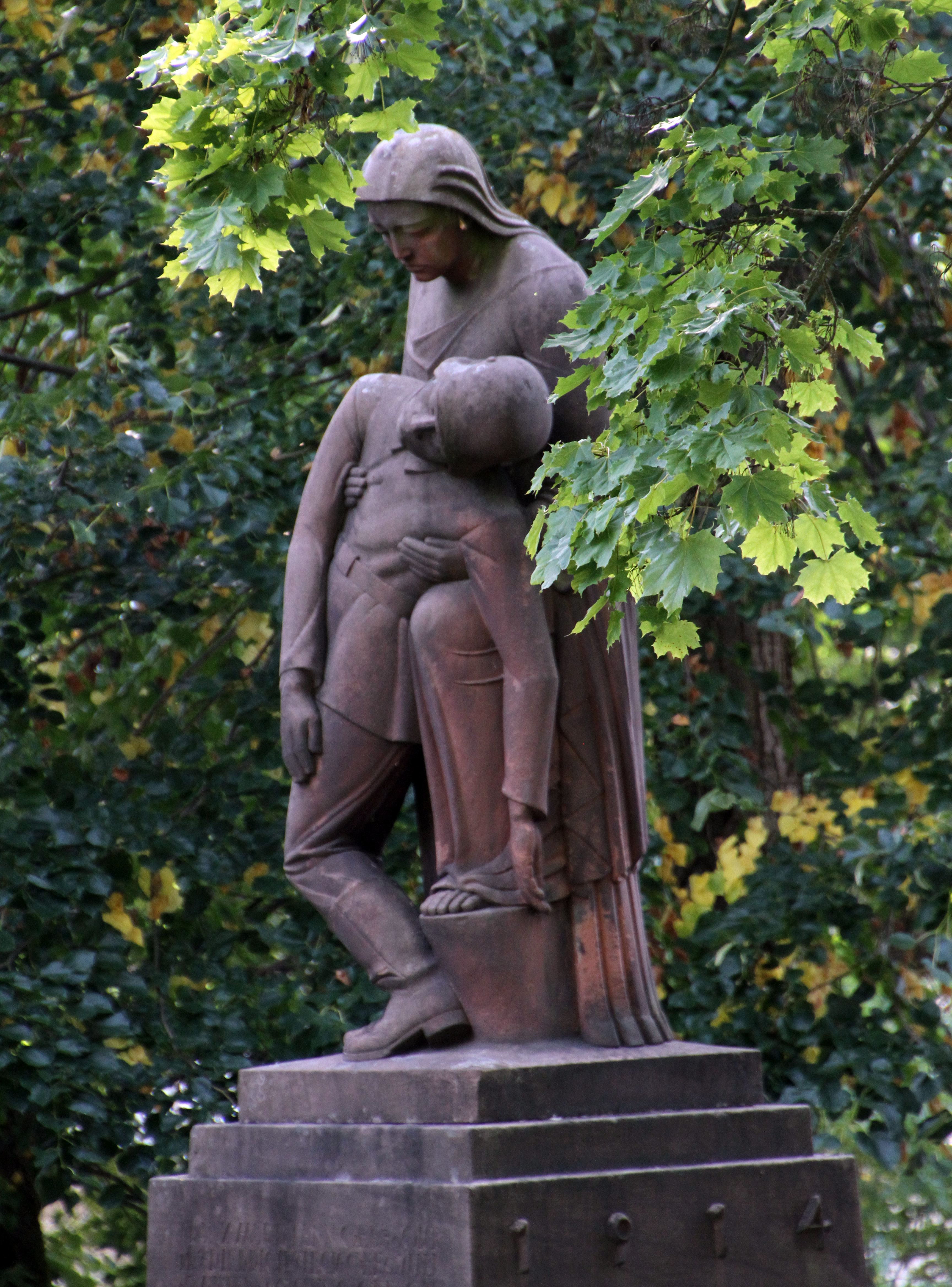
Kriegerdenkmal 1914/18

Der Friedhof von Schopp ist ein Friedhof der rheinland-pfälzischen Ortsgemeinde Schopp mit mehreren denkmalgeschützten Grabdenkmalen aus dem 19. und 20. Jahrhundert. Er wurde in der ersten Hälfte des 19. Jahrhunderts angelegt, zuvor wurden die Toten des Ortes in Schmalenberg beigesetzt.

## Denkmalgeschützte Grabdenkmale
Die ältesten Grabdenkmale wurden im südöstlichen Eingangsbereich an der Friedhofsmauer zusammengetragen. Vor ihnen befindet sich ein Feld mit Urnengräbern.
- Grabmal der Elisabeth Scherer, verheiratete Jacob, klassizistische Stele, 1828[1]
- Grabmal von Peter und Salome Jacob, klassizistische Grabsäule, 1834[2]
- Grabmal von Adam und Friedrich Jacob (Vater und Sohn), klassizistische Stele, 1836[3]
- Grabmal von Joseph Hoffmann, gotisierend, 1902
- Grabmal der Familie Maué, Jugendstil-Schauwand, um 1900/10
- Kriegerdenkmal 1914/18. Das Denkmal für die Toten des Ersten Weltkriegs ist in den 1920er Jahren entstanden. Die Figurengruppe zeigt eine Trauernde, die einen gefallenen Soldaten stützt.